# ポーラーエアカーゴ
ポーラーエアカーゴ（英: Polar Air Cargo Worldwide, Inc.）は、ニューヨーク州に本拠地を置くアメリカの貨物航空会社。シンシナティ・ノーザンケンタッキー国際空港がハブ空港としている。
親会社はアトラスエアであり、DHLが49%の株式を保有している。
かつてのコールサインは「POLAR TIGER (ポーラタイガー)」であったが、現在は「POLAR (ポーラ)」に変更されている。

## 歴史
- 1993年、サザン・エア・トランスポートとGEキャピタル・アビエーション・サービス（GECAS）の合弁企業として設立された。
- 1993年6月にチャーター貨物便の運航を開始した。
- 1994年、連邦航空局から不定期航空運送事業者として認定を受けた。
- 1994年7月4日には、アメリカ合衆国運輸省から貨物専門航空会社としての認可を受けた。
- 1990年代後半、GECASが残りの株式を買収され、合弁が解消された。
- 2001年11月、 アトラス航空の親会社であるアトラスエア・ワールドワイド・ホールディングス（AAWW）に買収され、アトラス航空にボーイング747貨物型をウェットリースしていたポーラーエアカーゴはAAWWの定期貨物便運行会社となった。
- 2006年10月には、DHLが株式の49%を取得すると発表され、AAWWが過半数の51%、DHLが49%を保有する体制となった[3]。（現在まで）
- 2023年4月、元COOのLars Winkelbauerがタイで逮捕され、詐欺罪で起訴された[4]。
- 2025年2月、アトラス航空とDHLが、ポーラーエアカーゴの合弁を解消する方針を発表した[5]。保有機材はアトラス航空に継承される。

## 就航地

### 定期便
シンシナティ、アンカレッジなどのアメリカ各地から、東京/成田、名古屋/中部、上海/浦東、ソウル/仁川などのアジア、ヨーロッパおよび中東の各地を結ぶ便など世界各地で定期便を運航している。

#### 日本における定期便
2022年03月現在、東京/成田と名古屋/中部へ定期便を就航させている。
- 東京/成田 ― 名古屋/中部、上海/浦東、ソウル/仁川、シドニー、深圳（到着便のみ）、シンシナティ（到着便のみ）、ライプツィヒ（到着便のみ）
- 名古屋/中部 ― 上海/浦東、ソウル/仁川、シンシナティ、東京/成田（到着便のみ）、台北（到着便のみ）

### チャーター便
特殊な取り扱いや、時間制限のある貨物を輸送するための、チャーター便も運航している。現在までに、馬や牛、レースカー、ヘリコプター、災害被災者のための救援物資、ロックバンドのグリーン・デイのコンサート機材を輸送した実績がある。また、会社であるアトラス航空とともに、アメリカ空軍の航空機動軍団（AMC）向けの大規模な輸送業務も実施する。
日本においては関西国際空港や福岡空港などでチャーター便としての就航実績があり、中部国際空港にはF1日本グランプリ開催前になるとF1マシンやセーフティーカー輸送のためのチャーター便が飛来する。

## 機材
2025年現在、全機体がDHL塗装となっている。基本は自社ロゴが機体前方に入り尾翼にはDHLの塗装が施されているが、ボーイング777Fの一部のみに前オペレーターであるサザン・エアのタイトルが入っている。
ボーイング747-400Fの導入に伴って2022年に退役し、親会社であるアトラスエアへ転出した。また、この退役に伴って同社オリジナルカラー機が消滅した。
また、DHLとアトラスエアの合弁解消に伴い、2025年ごろから、B747-8がアトラスエアへ移籍しはじめている。
| 機種             | 保有数 | 備考           |
| ---------------- | ------ | -------------- |
| ボーイング747-8F | 3      |                |
| ボーイング777F   | 2      | 元サザンエア機 |
| 合計             | 5      |                |

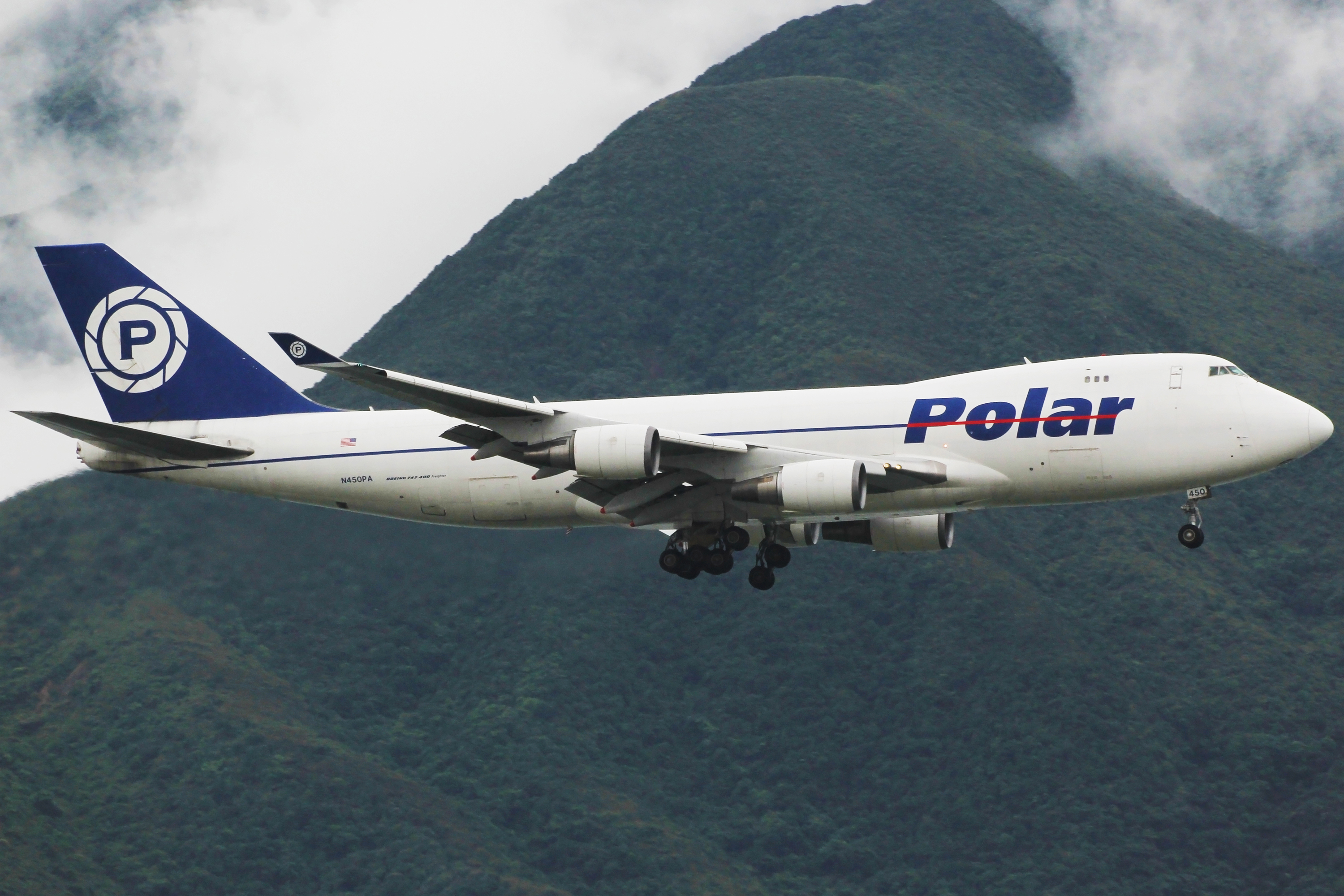
ボーイング747-400F（オリジナルカラー）
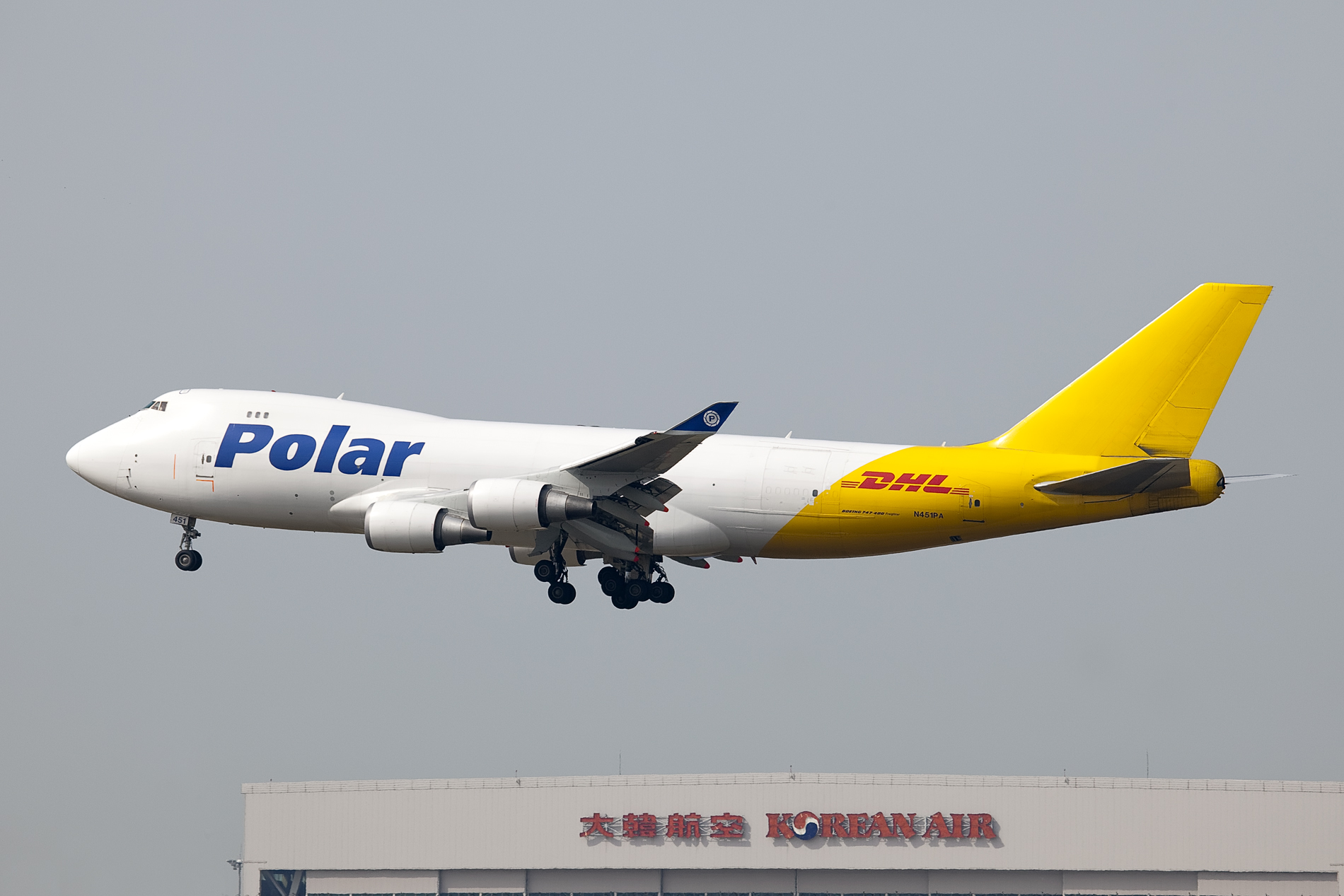
ボーイング747-400F（DHL塗装）
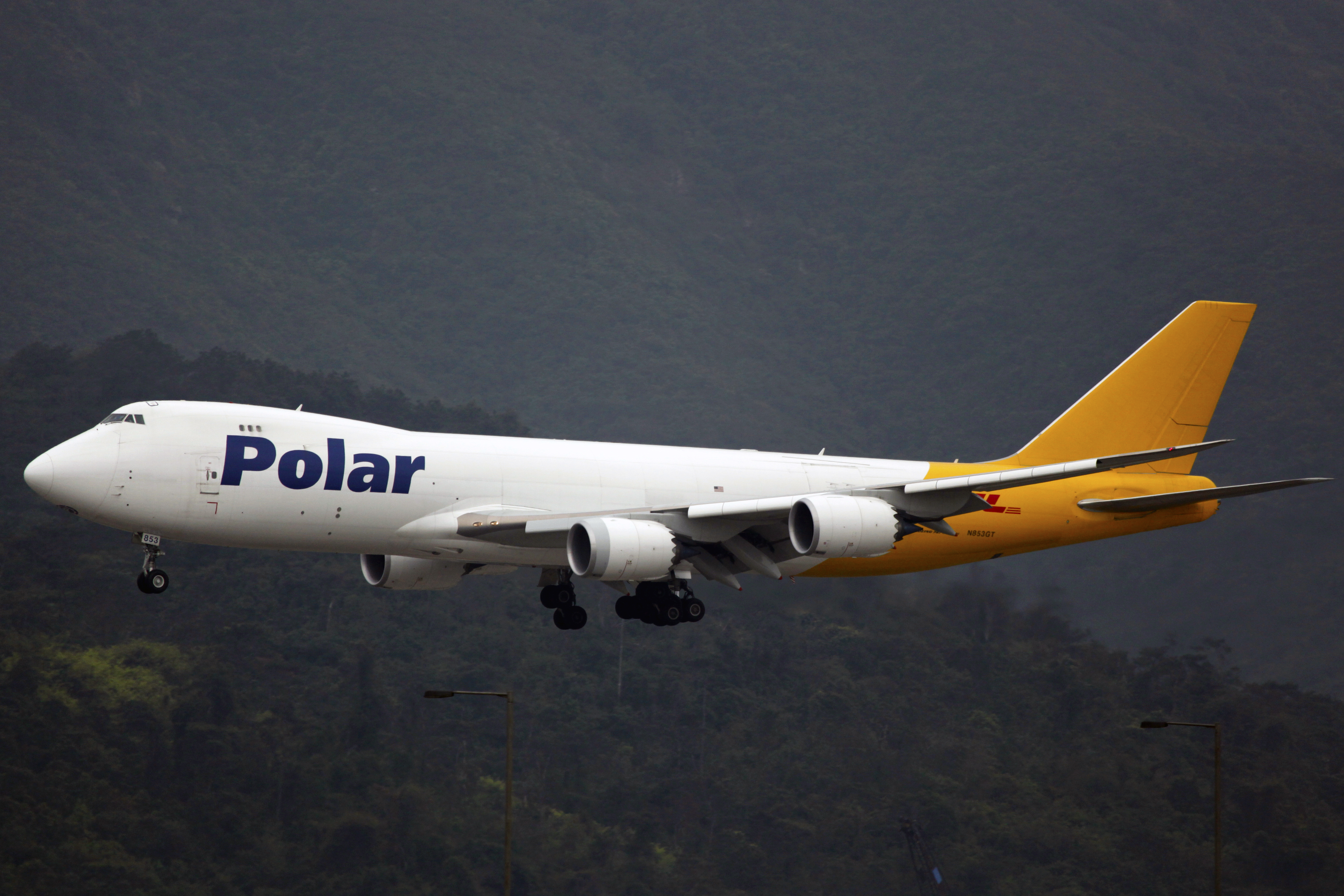
ボーイング747‐8F（DHL塗装）

## 受賞歴
2005年にエア・カーゴ・エクセレンス賞（ACE Award）をチャーター貨物航空カテゴリーで受賞した。

## インシデント
2017年7月15日（日本時間）、成田発上海行213便ボーイング747-8F（機体記号：N852GT）が、成田空港B滑走路16Lからの離陸の際、機器の設定ミスにより、滑走路末端近くまで滑走して離陸するオーバーランに準ずる事案が発生。離陸の際の風圧により不法侵入防止用のセンサーが断線する等の影響が出た。国土交通省により本事案を重大インシデントに指定した。
2024年6月4日（日本時間）、離陸直後の成田発ロサンゼルス行752便ボーイング777F（機体記号：N714SA、元サザンエア）の右エンジンから出火、銚子沖で燃料を投棄し成田に引き返し、到着後、右エンジンの外装の破損を確認した。成田空港に設置されている日本放送協会（NHK）の定点カメラには右翼側から上がる炎のような光が撮影されている。国土交通省は同日夜、本事案を「重大インシデント」に認定した。